# David Lovering
David "Dave" Lovering, född den 6 december 1961 i Burlington, Massachusetts, är en amerikansk musiker (trumslagare) och magiker mest känd från sin tid i alternativ rock-bandet Pixies mellan 1985 och 1993 och från 2004. Efter att medlemmarna i Pixies gått skilda vägar 1993 valde Lovering bland annat att uppträda som magiker under artistnamnet "The Scientific Phenomenalist". När Pixies sedan återförenades 2004 tog han åter upp sin roll som trummis i bandet.

## Biografi

### Uppväxt och collegetiden
Han lärde sig spela trummor som tonåring och var med i skolans orkester i high school. Under skoltiden var hans favoritband Rush och enligt vännen John Murphy var trummor det viktigaste inslaget i musikgrupper. I sin årsbok från high school skrev Lovering att hans två huvudsakliga ambitioner var att vara med i ett rockband och att bli elingenjör.
Lovering studerade elektroteknik på college på Wentworth Institute of Technology i Boston och fick jobb på Radio Shack, en amerikansk elektronikkedja, tillsammans med Murphy. Han fortsatte samtidigt att spela trummor i olika lokala band som till exempel Iz Wizard och Riff Raf.

### Pixies
Efter att ha träffat Pixies basist Kim Deal på ett bröllop fick han jobbet som trummis i bandet. Han är känd för sitt tighta trumspel och sin djupa röst som bland annat märks på låtarna "La, La, Love You" och "Make Believe" där den första handlar om hans humoristiska syn på kärlek och den andra om sångerskan Debbie Gibson.

### The Scientific Phenomenalist och andra projekt
Efter att Pixies slutade 1993 spelade Lovering trummor i Joey Santiagos band The Martinis. Han är även med i en musikvideo för Stereo 360s låt "Superstar" där han spelar en polis/säkerhetsvakt.
Eftersom han kände att det var omöjligt att nå upp till Pixies musikaliska klass igen valde han att satsa på att bli magiker istället. Som magiker slog han ihop sitt intresse för musik med sin examen i elektroteknik och uppträdde som "The Scientific Phenomenalist". Lovering har uppträtt med sin magi som förband åt bland andra Frank Black, Grant Lee Phillips, The Breeders och Camper Van Beethoven.

### Pixies återförenas
Sommaren 2003 var Lovering nära att bli ruinerad. I en intervju från 2004 berättar han att han var på väg till banken när Santiago ringde honom på mobiltelefonen och berättade att Frank Black ville återförena Pixies igen. Lovering blev överlycklig och bandet återförenades igen. Pixies höll sin första konsert på tolv år i april 2004.